# Бад Франкенхаузен
Бад Франкенхаузен (њем. Bad Frankenhausen/Kyffhäuser) град је у њемачкој савезној држави Тирингија. Једно је од 50 општинских средишта округа Кифхојзер. Према процјени из 2010. у граду је живјело 9.097 становника. Посједује регионалну шифру (AGS) 16065003.

## Географски и демографски подаци
Бад Франкенхаузен се налази у савезној држави Тирингија у округу Кифхојзер. Град се налази на надморској висини од 132 метра. Површина општине износи 65,9 km². У самом граду је, према процјени из 2010. године, живјело 9.097 становника. Просјечна густина становништва износи 138 становника/km².